# ハンナ・リウバコワ
ハンナ・リバウコワ(ベラルーシ語: Hanna Liubakova)はベラルーシのジャーナリスト、研究者、テレビ司会者、作家、活動家である。リバウコワは大西洋評議会の同盟国非居住の会員であり、卓越した独立系ジャーナリストの一人であると評価されている。しかしながら、リバウコワはルカシェンコの独裁に疑義を唱えたため、国外避難を余儀なくされた。

## 経歴
2010年にヤギェウォ大学で美術史の高等教育を受け、2017年にブルネル大学で国際ジャーナリズムの修士号を取得した。ベラルーシの独立系テレビ局ベルサットで特派員、及び司会者としてそのキャリアを歩み始めた。ベルサット在職中はニュース番組「In Focus」で司会を務め、2016年ワルシャワサミット、カンヌ国際映画祭、2013年EaPサミットなどの国際的なイベントも取材した。
2014年と2015年にラジオ・フリー・ヨーロッパのヴァーツラフ・ハヴェル・ジャーナリズム・フェローシップに参加し、2019年には世界報道協会フェローシップへの参加も認められた。祖国ベラルーシに加え、ポーランドやフランス、イギリス、そしてベルギーなど多くの国で取材を行ってきた。また様々な国際的なメディアで記事を執筆している。さらに、中東欧におけるトランジションズ・ソリューションズ・ジャーナリズム・プログラムのメンター及びトレーナーとして活動している。
ベラルーシの最新の動向について、エコノミストやワシントン・ポスト、openDemocracyに寄稿している。
リバウコワは現在、国際的なマルチメディア・ジャーナリズム・プラットフォームであるOutridersとも連携している。2020年9月16日、週刊ポッドキャストThe Europeansにゲストとして出演し、「ベラルーシの女性たち」という見出しの下で2020年-2021年ベラルーシ反政府デモに対し、彼女自身の見解と意見を述べた。

## 受賞
彼女は最高に優れた大学院論文で、名誉あるピーター・コーズ賞を授与された。また2021年の欧州報道賞の受賞者の一人として最終候補に選ばれた。